# Philippe Lévêque
Pour les articles homonymes, voir Lévêque.
Vous pouvez aider à l'améliorer ou bien discuter des problèmes sur sa page de discussion.
- Il ne s’appuie pas, ou pas assez, sur des sources secondaires ou tertiaires. (Marqué depuis juillet 2016)
- Sa forme n’est pas encyclopédique et ressemble trop à un curriculum vitæ. Modifiez le texte pour aider à le transformer en article neutre. (Marqué depuis juillet 2016)
- Il est orphelin : moins de trois articles lui sont liés. Aidez à ajouter des liens en plaçant le code [[Philippe Lévêque]] dans les articles relatifs au sujet. (Marqué depuis juillet 2016)

- Archive Wikiwix
- Bing
- Cairn
- DuckDuckGo
- E. Universalis
- Gallica
- Google
- G. Books
- G. News
- G. Scholar
- Persée
- Qwant
- (zh) Baidu
- (ru) Yandex
- (wd) trouver des œuvres sur Wikidata

Philippe Lévêque, né en 1959, est directeur général de l’ONG de solidarité internationale CARE France depuis mai 2000.

## Biographie
Diplômé HEC en 1982, Philippe Lévêque entre chez IBM France et Europe en 1984 où il a assumé des responsabilités marketing et commerciales jusqu'en 1989, année où il rejoint l’éditeur de progiciels informatiques Systar, dont il est le directeur du marketing jusqu’en 1993.
Après une année passée en Afrique, il devient bénévole chez Médecins du monde en 1993 et il y devient directeur du développement en 1994 et directeur général adjoint en 1998. Ses responsabilités couvrent le marketing, la communication, les finances et les ressources humaines.
Il prend la direction générale de CARE France en mai 2000.
Philippe Lévêque a conduit les délégations de CARE International lors de la session spéciale des Nations unies sur le Sida à New York en juin 2001 et lors de la Conférence Internationale sur le Sida à Barcelone en juillet 2002. En 2004, il a été nommé président de la Région Europe de l'Est - Moyen Orient de CARE International puis administrateur de CARE Maroc en 2007. En décembre 2009, il a été nommé au conseil d'administration de CARE International à Genève. En 2010, il a pris la présidence du Comité Haïti de CARE International, puis celle du Comité « Fundraising and Branding » du Conseil en 2013.
De 2003 à 2010, Philippe Lévêque a été vice-président du conseil d’administration du Comité 21 (Comité Français pour l’Environnement et le Développement Durable). De 2007 à 2011, il a rejoint le conseil d’administration de l’association Dons Solidaires. Depuis janvier 2010 il assume la présidence du Club Solidarités de l’association des anciens élèves d’HEC.  En 2013,  il a été élu au conseil d’administration du syndicat professionnel France Générosités.
Philippe Lévêque a été membre des Comités de Parties Prenantes de Lafarge, de Veolia et d’EDF. Il est membre des Comités d’Engagement de la Fondation Financière de l’Échiquier et de la Fondation Cojean et membre du Comité d’Experts de la Fondation Ensemble (Pierre et Vacances). Il donne régulièrement des conférences en Europe, en Asie et aux États-Unis.
En 2011, Alain Juppé, Ministre d’État, Ministre des Affaires Étrangères et Européennes, a fait Philippe Lévêque Chevalier de la Légion d’Honneur.